# Rolnictwo w Beninie

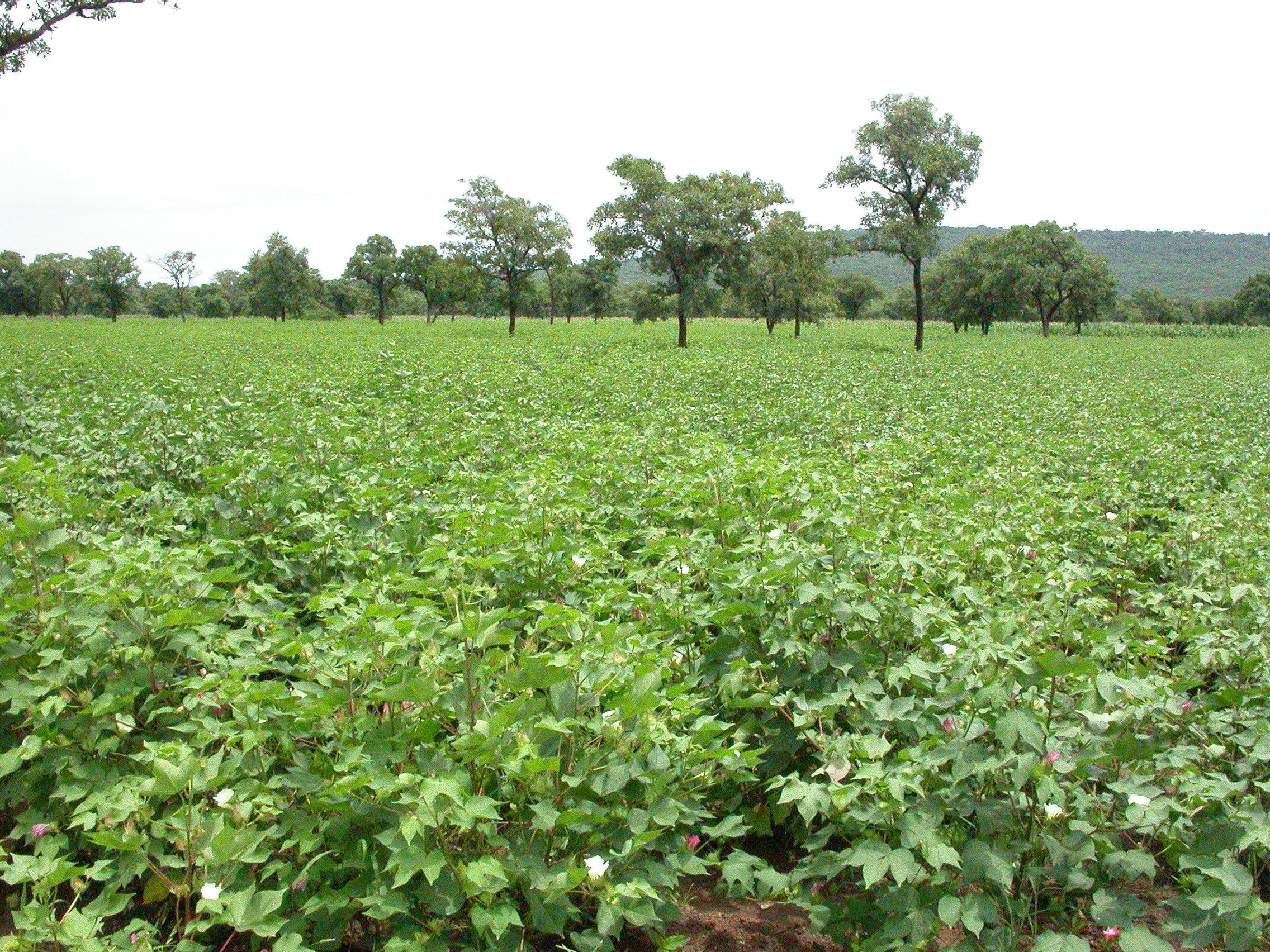
Uprawa bawełny w Beninie

Rolnictwo w Beninie – gałąź gospodarki Beninu.

## Czynniki fizycznogeograficzne

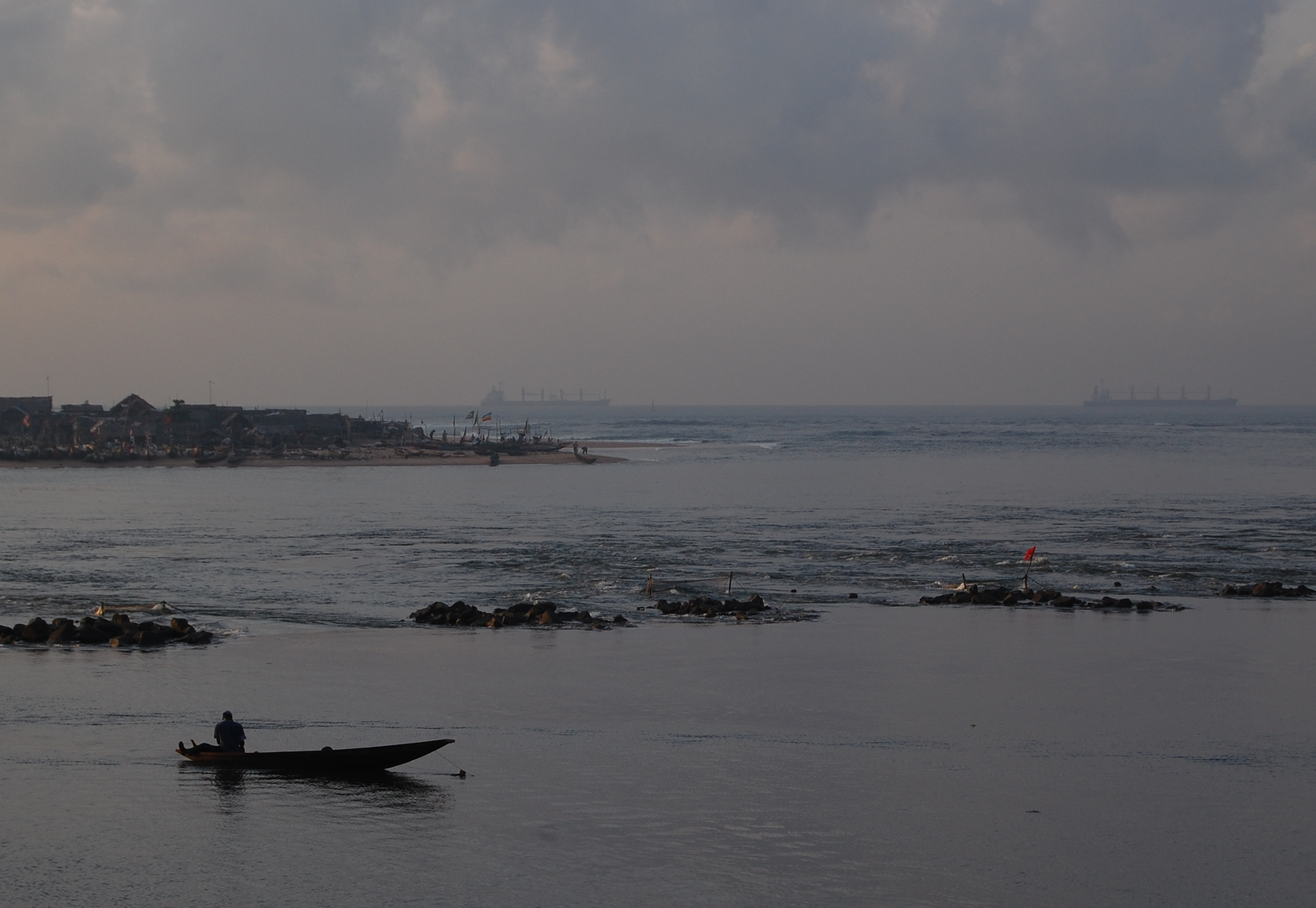
Oueme w pobliżu ujścia

### Agroklimat
Benin leży nad Zatoką Gwinejską, w strefie monsunów. Średnia temperatura powietrza najchłodniejszego miesiąca (stycznia) wynosi ponad 20 °C natomiast najcieplejszego (lipca) ponad 25 °C. Powoduje to, że okres wegetacyjny trwa cały rok. Temperatura minimalna nie spada poniżej 10 °C, natomiast maksymalna jest nie wyższa niż 40 °C. Wysoka temperatura w połączeniu z dużym nasłonecznieniem stwarza  korzystne warunki do rozwoju biomasy. 
Wilgotność względna latem jest bardzo wysoka. Opady są wysokie, szczególnie latem, natomiast zimy są bardziej suche. Opady w Zachodniej Afryce mają jednak charakter ulew, które są niekorzystne dla rolnictwa. Opadom zazwyczaj towarzyszą burze i wiatr.

### Gleby
W Beninie występują gleby bogate w żelazo. 
Gleby czerwone są zazwyczaj kwaśne, ciężkie i mają niską bonitację. Humus jest niemalże w całości mineralizowany, stąd uprawa rolnicza wymaga intensywnego nawożenia. Najlepsze gleby ferralitowe mają 2-3% humusu. Niestety gleby te podczas pory suchej tworzą twardą skorupę. Gleby czerwonobrunatne mają odczyn kwaśny, zbliżony do obojętnego, a lokalnie nawet lekko alkaliczny. Ich właściwości są zbliżone do czerwono-burych i burych. Gleby te nadają się pod uprawę nawet roślin po odpowiednim nawożeniu i – w razie potrzeby – irygacji.

### Hydrologia
Najdłuższą rzeką Beninu jest Oueme. Północna część kraju znajduje się w zlewni Nigru. Na południu występują duże tereny zabagnione

## Czynniki pozaprzyrodnicze

### Poziom rozwoju społeczno-ekonomicznego
Benin jest jednym z biedniejszych krajów świata. Według CIA Benin w 2011 był 199 państwem według PKB per capita na mieszkańca. W przeciwieństwie do większości państw regionu kraj nie wydobywa ropy naftowej i musi importować energię.

### Urbanizacja i uprzemysłowienie
Odsetek ludności miejskiej według CIA w 2010 wynosił 42%.

### Agropolityka
Zgodnie z planami z grudnia 2010 rząd Beninu chce przejść z rolnictwa towarowego (bawełna) na produkcję żywności (ryż) i współpracę z FAO. Plan zakładał podwojenie zbiorów ryżu wysokiej jakości w 2011.

## Produkcja

### Produkcja roślinna

#### Rośliny okopowe
Główną rośliną okopową mającą największe znaczenie w wyżywieniu mieszkańców Beninu jest maniok. Jego zbiory w 2010 wyniosły 4,1474 mln ton. Maniok jest rośliną, która potrafi dostosować się do różnych warunków klimatycznych i glebowych, stąd może być uprawiana wszędzie, gdzie nie można uprawiać roślin mających wyższe wymagania np. kukurydzy. Uprawa tej rośliny powoduje redukcje ubóstwa, gdyż maniok jest intensywnie użytkowany w kuchni. Z korzenia (bulwy) robi się mąkę, z której robione jest pieczywo, a liście są używane jak warzywo.
Drugie miejsce zajmuje pochrzyn, jego zbiory wyniosły w 2010 2,3899 mln ton. Ze względu na większą wartość bulwy wartość zbioru jest tylko nieco mniejsza niż manioku.

#### Zboża
Największy udział w plonach wśród zbóż ma kukurydza zwyczajna, której zbiory w 2010 wynosiły 1,2359 mln ton. Następnymi pod względem zbiorów zbożami są ryż 162,2 tys. ton i sorgo 127,5 tys. ton.

#### Rośliny strączkowe
Rośliny strączkowe mają małe znaczenie w produkcji rolnej. Zbiory fasoli wyniosły 162,5 tys. ton

#### Rośliny przemysłowe
Na terenie Beninu uprawia się palmę oleistą i bawełnę.

### Produkcja zwierzęca

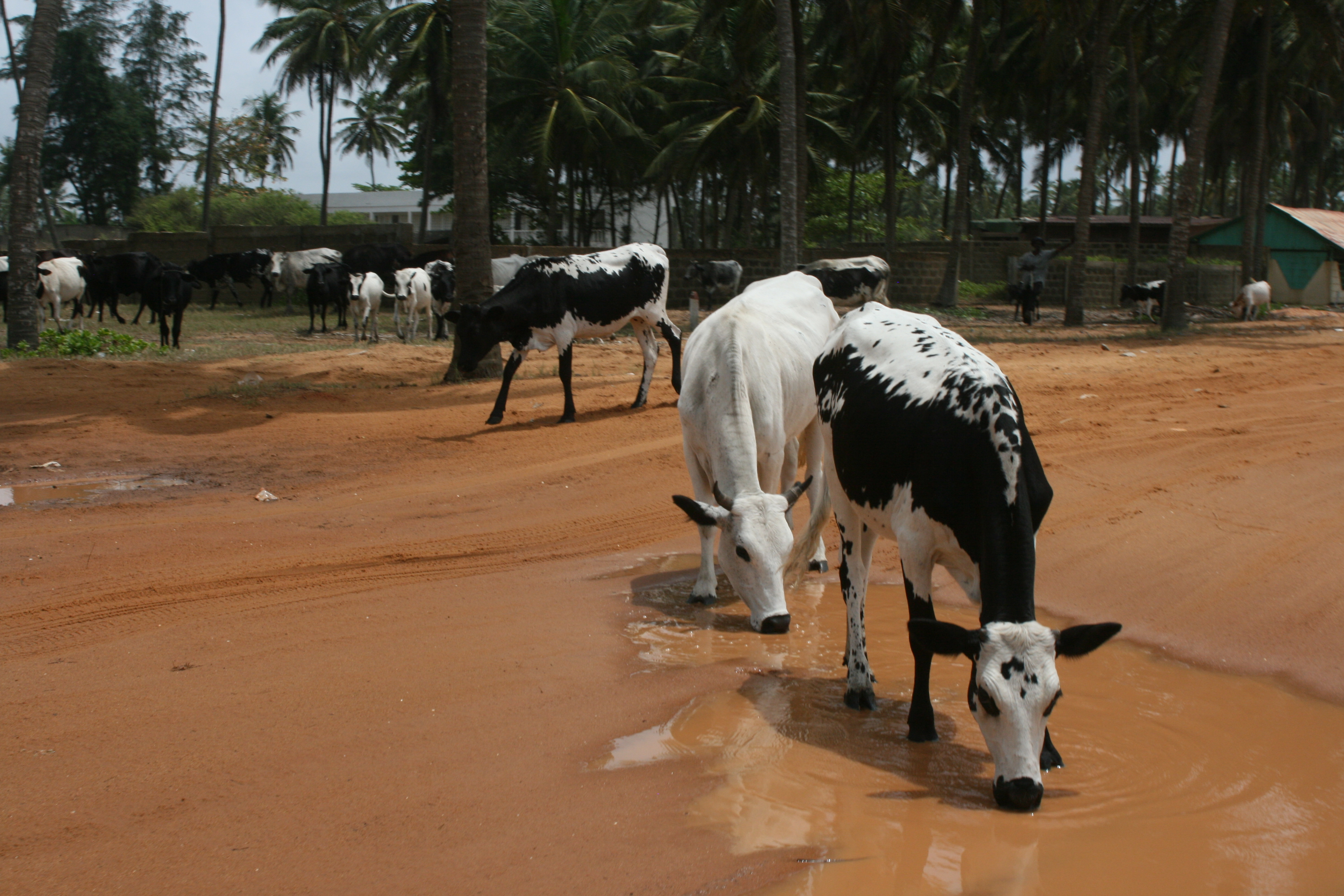
Krowy w Beninie

Produkcja zwierzęca w Beninie ma mniejszą rolę niż roślinna. Największe pogłowie ma bydło zebu, hodowane w sposób uczuciowy. Bydło to jest słabej jakości, gdyż liczy się liczba trzymanych osobników. Krowy stanowią formę pieniądza. Ich posiadanie wiąże się z rangą społeczną. Zabicie takiego zwierzęcia jest uważane za szaleństwo, porównywalne z paleniem banknotów w państwach rozwiniętych. Chów bydła jest wysoce ekstensywny, rola rolnika ogranicza się w zasadzie do przepędzenia stad z jednego pastwiska na inne oraz budowy zagród dla zwierząt na noc. Bydło to nie daje praktycznie mleka. Benin posiada jeden z najwyższych na kontynencie współczynników pogłowia bydła na ha upraw.

## Problemy rolnictwa
Głównym problemem rolnictwa w Beninie są choroby przenoszone przez muchy tse-tse, które ograniczają liczebność stad. Istotnym problemem są również wahania stanu wód i susze.